# Oenopota harpa
Oenopota harpa är en snäckart som först beskrevs av Dall 1885.  Oenopota harpa ingår i släktet Oenopota och familjen kägelsnäckor. Inga underarter finns listade i Catalogue of Life.